# Rusiate Matarerega
Rusiate Matarerega (17 gennaio 1993) è un calciatore figiano, attaccante del Nadi.

## Carriera

### Club
Ha giocato nella prima divisione figiana.

### Nazionale
Ha esordito nella nazionale figiana nel 2016, anno in cui ha inoltre partecipato alla Coppa d'Oceania.

## Statistiche

### Cronologia presenze e reti in nazionale
| Cronologia completa delle presenze e delle reti in nazionale ― Figi | Cronologia completa delle presenze e delle reti in nazionale ― Figi | Cronologia completa delle presenze e delle reti in nazionale ― Figi | Cronologia completa delle presenze e delle reti in nazionale ― Figi | Cronologia completa delle presenze e delle reti in nazionale ― Figi | Cronologia completa delle presenze e delle reti in nazionale ― Figi | Cronologia completa delle presenze e delle reti in nazionale ― Figi | Cronologia completa delle presenze e delle reti in nazionale ― Figi |
| Data                                                                | Città                                                               | In casa                                                             | Risultato                                                           | Ospiti                                                              | Competizione                                                        | Reti                                                                | Note                                                                |
| ------------------------------------------------------------------- | ------------------------------------------------------------------- | ------------------------------------------------------------------- | ------------------------------------------------------------------- | ------------------------------------------------------------------- | ------------------------------------------------------------------- | ------------------------------------------------------------------- | ------------------------------------------------------------------- |
| 31-05-2016                                                          | Port Moresby                                                        | Isole Salomone                                                      | 0 – 1                                                               | Figi                                                                | Qual. Mondiali 2018                                                 | -                                                                   | 78’                                                                 |
| 04-06-2016                                                          | Port Moresby                                                        | Figi                                                                | 2 – 3                                                               | Vanuatu                                                             | Qual. Mondiali 2018                                                 | -                                                                   | 46’                                                                 |
| 19-11-2017                                                          | Suva                                                                | Figi                                                                | 0 – 2                                                               | Estonia                                                             | Amichevole                                                          | -                                                                   | 86’                                                                 |
| 02-12-2017                                                          | Port Vila                                                           | Figi                                                                | 8 – 0                                                               | Tuvalu                                                              | Amichevole                                                          | 1                                                                   |                                                                     |
| 06-12-2017                                                          | Port Vila                                                           | Isole Salomone                                                      | 0 – 0                                                               | Figi                                                                | Amichevole                                                          | -                                                                   | 90+2’                                                               |
| 09-12-2017                                                          | Port Vila                                                           | Vanuatu                                                             | 1 – 1                                                               | Figi                                                                | Amichevole                                                          | -                                                                   | 80’                                                                 |
| 15-12-2017                                                          | Port Vila                                                           | Figi                                                                | 4 – 1                                                               | Nuova Caledonia                                                     | Amichevole                                                          | 1                                                                   | 75’                                                                 |
| 05-07-2018                                                          | Kuala Lumpur                                                        | Malaysia                                                            | 1 – 0                                                               | Figi                                                                | Amichevole                                                          | -                                                                   | 66’                                                                 |
| 05-09-2018                                                          | Suva                                                                | Figi                                                                | 1 – 1                                                               | Isole Salomone                                                      | Amichevole                                                          | -                                                                   | 36’                                                                 |
| 11-09-2018                                                          | Singapore                                                           | Singapore                                                           | 2 – 0                                                               | Figi                                                                | Amichevole                                                          | -                                                                   | 40’                                                                 |
| 18-03-2019                                                          | Suva                                                                | Figi                                                                | 3 – 0                                                               | Nuova Caledonia                                                     | Amichevole                                                          | -                                                                   |                                                                     |
| Totale                                                              |                                                                     | Presenze                                                            | 11                                                                  |                                                                     | Reti                                                                | 2                                                                   |                                                                     |

## Palmarès

### Individuale
- Capocannoniere dell'OFC Under-20 Championship: 1

Figi 2013 (5 reti)